# Durák

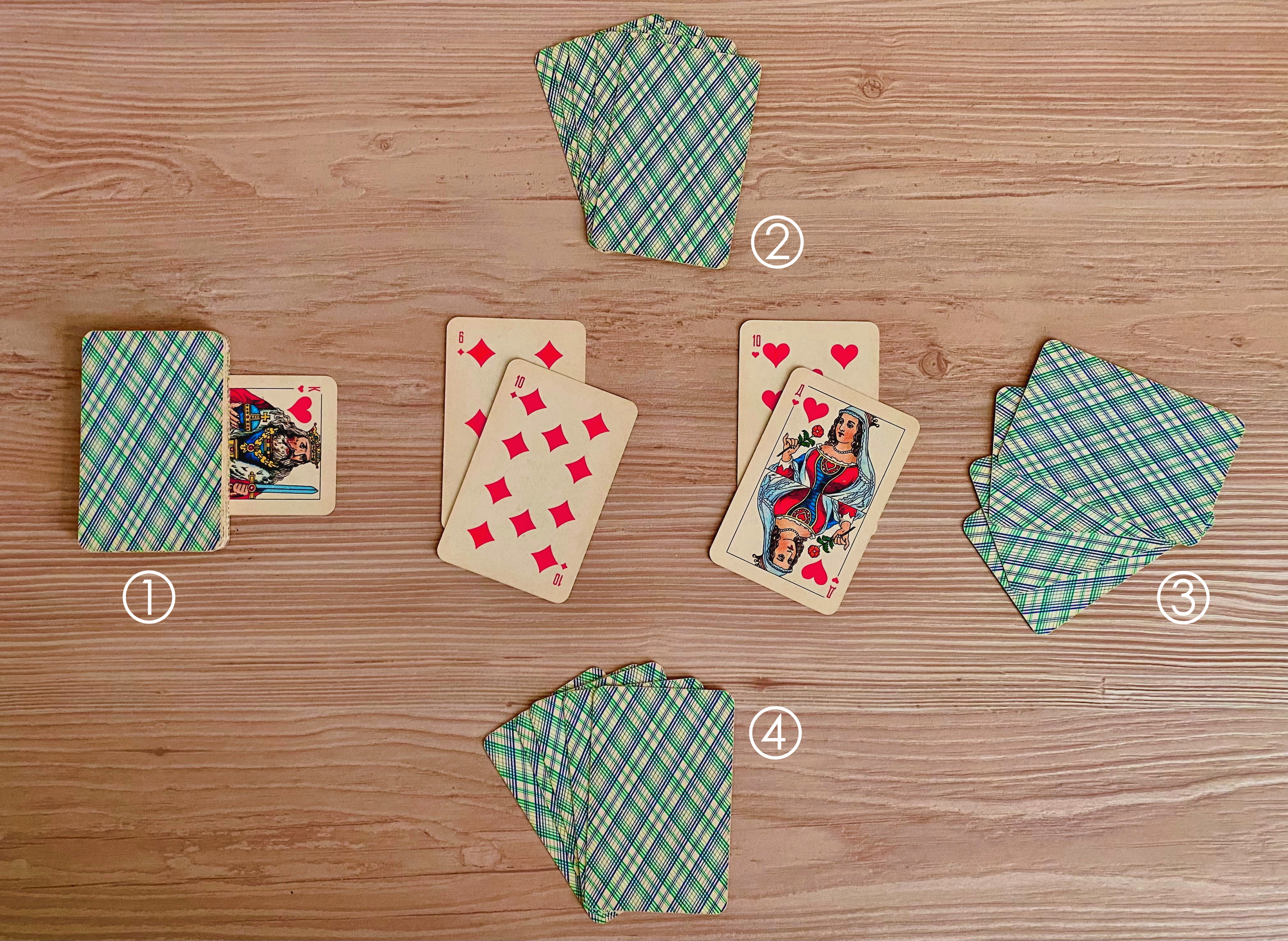
Durák

A durák egy magyar kártyával játszható kártyajáték. A durák szó jelentése oroszul: hülye.
A játék Magyarországon Öreg Sanyi néven is fut, ugyanis a népszerű kártyajátékos, Varga Sándor elég sokszor mondhatta magáénak a Durák címet.[forrás?]

## Áttekintés
Kártya: magyar, 32 lap
Játék típusa: lapfogyasztó
Játékosok: 2, 3, 4, 5, 6
A játék célja:
Lerakni a kézben lévő lapokat. A játék vesztese - durák - lesz, akinek utolsóként kártya marad a kezében. A lapok rangsora a hagyományos. 
A játék menete:
Az osztó - a játékosok számának függvényében - 3-3, vagy 5-5 lapot ad mindenkinek, aztán egy lapot aduként nyitottan tesz az asztalra. Az osztótól jobbra ülő kezdi a lejátszást, egy tetszőleges kártyával nyithat. Haladási irány, jobbra tartással. A soron következő játékosok azonos színű vagy adu színű, rangban a lerakottat követő kártyát, esetleg kártyákat tehetnek erre. Aki nem tud ilyen lapot rakni, felveszi az addig lerakott összes kártyát. A játéknak csak vesztese van: akinél végül egyedüliként összegyűlnek a kártyacsomag lapjai.